# SN 1970H
SN 1970H – supernowa odkryta w sierpniu 1970 roku w galaktyce UGC 12005. W momencie odkrycia miała maksymalną jasność 17,00m.